# Rattus mindorensis
Rattus mindorensis är en däggdjursart som först beskrevs av Thomas 1898.  Rattus mindorensis ingår i släktet råttor, och familjen råttdjur. IUCN kategoriserar arten globalt som otillräckligt studerad. Inga underarter finns listade i Catalogue of Life.
På ovansidan förekommer mörkbrun päls med några röda skuggor och undersidan är täckt av mörkgrå päls med inslag av ljusbrun. Arten är ungefär lika stor som Rattus tanezumi men pälsen är kortare och mjukare. På stjärten finns några svarta hår. Honor har fem par spenar.
Denna råtta förekommer på ön Mindoro som tillhör Filippinerna. Arten vistas i kulliga områden och i bergstrakter upp till 1500 meter över havet. Habitatet utgörs främst av skogar.